# Gare de Mendrisio
 (avril 2021).
La gare de Mendrisio est située sur le territoire de la commune suisse de Mendrisio, dans le canton du Tessin. Elle se trouve sur la ligne du Gothard et appartient aux chemins de fer fédéraux suisses.

## Histoire
La gare a été ouverte en 1882 dans le cadre de la mise en service de la section de Biasca à Chiasso. 
De 1926 à 1928, la gare était le terminus du chemin de fer Castellanza-Valmorea-Stabio-Mendrisio des Ferrovie Nord Milano. En 1928, la ligne de Mendrisio à Valmorea a été supprimée mais en Suisse, le chemin de fer est resté en service uniquement pour le service de fret. Entre 1995 et 2007, la ligne de Stabio à Malnate Olona a été rouverte (à des fins touristiques). 
Du 1er décembre 2008 au 31 mai 2014, le tronçon Mendrisio-Stabio a été impliqué dans les travaux de doublement et d'électrification reliés au nouveau chemin de fer Mendrisio-Varèse.
Depuis le 26 novembre 2014, un tronçon de la ligne ferroviaire Mendrisio-Varèse est en service, reconstruit de Mendrisio à la frontière suisse.

## Service des voyageurs

### Accueil
Gare des CFF, elle est dotée d'un bâtiment voyageurs.

### Desserte

#### Trains grandes lignes
- Erstfeld - Göschenen - Airolo - Ambrì-Piotta - Faido - Bodio - Biasca - Castione-Arbedo - Bellinzone - Giubiasco - Lamone-Cadempino - Lugano (- Mendrisio - Chiasso - Côme San Giovanni - Seregno - Monza - Milan Centrale)

#### RER Tessin
La gare de Bellinzone fait également partie du réseau express régional tessinois, assurant des liaisons rapides à fréquence élevée dans l'ensemble du canton du Tessin. Elle est, à ce titre, desservie chaque heure ou chaque demi-heure par les lignes S10/S50 à destination de Côme et de l'aéroport de Milan Malpensa,.
- S10 Bellinzone - Giubiasco - Lamone-Cadempino - Lugano - Mendrisio - Chiasso - Côme San Giovanni
- S50 Bellinzone - Giubiasco - Lamone-Cadempino - Lugano - Mendrisio - Varèse - Gallarte - Aéroport de Malpensa T1 - Aéroport de Malpensa T2 (circule chaque heure en coupe/accroche avec la ligne S10 en gare de Mendrisio)

### Intermodalité
La gare de Bellinzone est en correspondance avec de nombreuses lignes assurées par CarPostal.